# Swoosie Kurtz
Pour les articles homonymes, voir Kurtz.
Swoosie Kurtz est une actrice américaine, née le 6 septembre 1944 à Omaha, dans le Nebraska (États-Unis).

## Biographie
Elle est principalement connue pour avoir joué dans Les Liaisons Dangereuses de Stephen Frears avec Glenn Close, John Malkovich, Michelle Pfeiffer et Uma Thurman. En clin d'œil à ce rôle tenu en 1988, elle s'intègre en 1999 à la distribution de la version moderne des Liaisons Dangereuses : Sexe Intentions. En 2001, Swoosie Kurtz participe au film Les lois de l'attraction de Roger Avary où elle incarne Madame Jarde.
Après deux apparitions dans la série Huff en 2004, elle participe à l'un des épisodes de la première saison de Lost (Tombé du ciel, épisode 1.19), jouant la mère de John Locke. En 2007, elle tient le rôle de Tante Lily dans la série Pushing Daisies. En 2009, elle incarne Marilyn, la mère de Rita Clemens, interprétée par Nicole Sullivan, dans la série Rita Rocks. 
Elle fait deux apparitions dans la série Heroes dans le rôle de Millie Houston.

## Filmographie

### Cinéma
- 1977 : La Castagne (Slap Shot) : Shirley Upton
- 1977 : First Love : Marsha
- 1978 : Oliver's Story de John Korty : Gwen Simpson
- 1982 : Le Monde selon Garp (The World According to Garp) : The Hooker
- 1984 : Contre toute attente (Against All Odds) : Edie
- 1986 : Femme de choc (Wildcats) : Verna McGrath
- 1986 : True Stories : Miss Rollings
- 1988 : Vice Versa : Tina Brooks
- 1988 : Les Feux de la nuit (Bright Lights, Big City) : Megan
- 1988 : Les Liaisons dangereuses (Dangerous Liaisons) : Madame de Volanges
- 1990 : Stanley et Iris (Stanley & Iris) : Sharon
- 1990 : Business oblige (A Shock to the System) : Leslie Marshall
- 1991 : Walking the Dog (court métrage)
- 1994 : Génération 90 (Reality Bites) : Charlane McGregor
- 1995 : Storybook : Queen Evilia
- 1996 : Un sujet capital (Citizen Ruth) : Diane Siegler
- 1997 : Menteur, menteur (Liar Liar) de Tom Shadyac : Dana Appleton
- 1998 : Aux confins d'Ozona (Outside Ozona) : Rosalee
- 1999 : Sexe intentions (Cruel Intentions) : Dr. Greenbaum
- 1999 : The White River Kid de Arne Glimcher : Mummy Weed
- 2000 : Sleep Easy, Hutch Rimes : Binny Redwine
- 2001 : Get Over It : Beverly Landers
- 2001 : Bubble Boy : Madame Livingston
- 2002 : Les Lois de l'attraction (The Rules of Attraction) : Madame Mimi Jared
- 2003 : Un duplex pour trois (Duplex) : Jean
- 2018 : Overboard de Rob Greenberg : Grace

### Télévision
- 1971 : As the World Turns (série) : Ellie Bradley
- 1976 : Ah, Wilderness! : Muriel McComber
- 1978 : Mary (série) : Skit characters
- 1979 : Walking Through the Fire : Caria
- 1979 : Uncommon Women... and Others : Rita Altabel
- 1980 : Marriage Is Alive and Well : Jane Tremont
- 1980 : The Mating Season : Roberta
- 1982 : Fifth of July : Gwen Landis
- 1983 : Le major parlait trop (A Caribbean Mystery) : Ruth Walter
- 1985 : Guilty Conscience : Jackie Willis
- 1985 : Cœur en sursis (A Time to Live) : Patricia
- 1987 : The House of Blue Leaves : Bananas Shaughnessy
- 1988 : Viva Oklahoma (Baja Oklahoma) : Doris Steadman
- 1990 : Cas de conscience (The Image) : Joanne Winstow-Darvish
- 1991-1996 : Les sœurs Reed (Sisters) : Alexandra « Alex » Reed Halsey
- 1992 : Terror on Track 9 : Marcia Hobbs
- 1993 : Complot meurtrier contre une pom-pom girl (The Positively True Adventures of the Alleged Texas Cheerleader-Murdering Mom) : Marla Harper
- 1993 : Les Soldats de l'espérance (And the Band Played On) : Madame Johnstone
- 1994 : One Christmas : Emily
- 1995 : Mensonges et trahison (Betrayed: A Story of Three Women) : Joan Bixler
- 1996 : En souvenir de Caroline (A Promise to Carolyn) : Kay
- 1997 : Little Girls in Pretty Boxes : Allison Bryant
- 1998 : My Own Country : Hope
- 1998 : À chacun son fantôme (Harvey) : Veta Simmons
- 1998 : Les Chroniques de San Francisco II (More Tales of the City) (feuilleton TV) : Betty Borg Ramsey
- 1998 : Urgences (saison 4, épisode 21)

- 1999 : Love & Money (série) : Effie Conklin
- 2001 : The Wilde Girls : Sierra Lambert
- 2005 : Lost : Les Disparus : Emily Annabeth Locke
- 2005 : True
- 2005 : Nadine in Date Land
- 2005 : Cyclone Catégorie 7 : Tempête mondiale (Category 7: The End of the World) de Dick Lowry : Penny Hall
- 2007 : Pushing Daisies (série) : Lily Charles
- 2008 : Un combat pour la vie (Living Proof) : Elizabeth
- 2009 : Rita Rocks (série) : Marilyn, La maman de Rita
- 2009 : New York, unité spéciale  : Juge Hilda Marsden (saison 10, épisode 20)
- 2009 : Heroes (série) : Millie Houston (2 épisodes)
- 2009 : Desperate Housewives (série) : Jessie
- 2009 : Nurse Jackie (série) : l'une des mères du Dr. Cooper (saison 1, épisode 6)
- 2009 : Chuck (série) : Laura Turner (saison 3, épisode 15)
- 2010 : Mike and Molly (série) : Joyce Flynn
- 2016 : Grace et Frankie (série) : Janet (saison 2, épisode 5)
- 2017: L'arme fatale (série): Ruthie (saison 2 - épisode 15)